# Виленская операция
Ви́ленская опера́ция — оборонительная операция 10-й и 5-й армий русского Западного фронта в районе Вильно в августе-сентябре 1915 года во время Первой мировой войны. Часть операции известна под названием Свенця́нский проры́в.

## План операции
С момента падения крепости Ковно 22 августа и форсирования реки Неман пути на Вильну и Двинск оказались открытыми. Германское командование Пауля Гинденбурга намечало главный удар в направлении севернее Вильны, стремясь окружить русские войска, находящиеся в районе Вильны. Еще до падения Ковно Гинденбург дал директиву о подготовке операций на Вильну. 10-я германская армия должна была наступать: левым флангом (XI резервный корпус) — на Вильну, центром (XXI корпус) — форсировать реку Неман у Прены и правым флангом (группа резервных ландверных дивизий) — на Гродно. Севернее 10-й германской армии должна была наступать конная группа. Этому наступлению содействовала Неманская армия слева и 8-я армия справа. 
После падения Ковно 22 августа русская Ставка, опасаясь германского десанта в Рижском заливе, главные силы сосредоточила на путях к Риге, направив туда и единственный резерв Северо-западного фронта — Гвардейский корпус, в результате чего на реке Неман к моменту развития Гинденбургом удара на Вильну оставалась ослабленная 10-я русская армия с задачей удержания Вильны. 

## Ход операции

### Бои в районе Вильно
После взятия 9 (22) августа 1915 крепости Ковно 10-я германская армия генерала Эйхгорна стала наступать между реками Вилия и Неман, стремясь обойти Вильно с севера и окружить сосредоточенные в плотной группировке к северо-западу от Вильно силы 10-й русской армии генерала Е. А. Радкевича. 
Части 10-й германской армии 22-23 августа после упорного боя заняли Кошедары и продвигались дальше. 24 августа развернулись значительные германские силы на фронте Вепры — Жосли и намечался глубокий обход Вильны с севера, со стороны Ширвинты — Мейшагола. 27 августа германское командование начало постепенно усиливать свою 10-ю армию (Гвардейским и III резервным корпусами и другими частями) за счет соседней слева Неманской армии. Подкрепления направлялись на оба фланга 10-й армии, где вели сильные контратаки русские войска, отошедшие на линию Дукшты — Олита — Мерен — Липск. 
Так как было обнаружено наступление немецких войск по северному берегу реки Вилия, русское командование, кроме V корпуса, решило перебросить сюда Гвардейский и XXIII корпуса, которые образовали группу генерала Олохова. В результате усиления обеих сторон во второй половине августа и начале сентября к северу от Вильны начался ряд длительных и упорных боев, которые носили характер безрезультатных встречных фронтальных столкновений.

### План продолжения наступления
8 сентября армии Гинденбурга вновь перешли в наступление. Они стремились прорвать русский фронт между Вильной и Двинском, чтобы потом всей массой своей кавалерии нанести глубокий удар по тылам армии Западного фронта. 10-я германская армия должна была, имея ударную группу на фронте Ширвинты — Лелюны, наступать по северному берегу Вилии, в общем направлении на Вильну — Сморгонь; Неманская армия — наступать на Двинск с целью отбросить русские войска на Западную Двину и этим обеспечить 10-ю армию с севера. Кавалерия обеих армий (6 дивизий) должна была прорваться в промежуток между 5-й и 10-й русскими армиями, прикрытый русской конницей (2 дивизии), и далее в тыл русским армиям с задачей перерыва железных дорог Полоцк — Молодечно и Орша — Минск. С юга 10-ю германскую армию поддерживала 8-я армия.

### Свенцянский прорыв
Германская 10-я армия начала 27 августа (9 сентября) 1915 наступление в стык 5-й (командующий генерал Плеве) и 10-й армий. 28 августа (10 сентября) 1915 германский Конный корпус из 2 дивизий, к которым затем присоединились еще две, под начальством ген. Гарнье переправился через р. Свента севернее Вилькомира и, оттеснив русскую конницу, находившуюся на стыке между 5-й и 10-й русскими армиями, бросился на тыл III корпуса и заставил этот корпус спешно отойти к Ново-Александровску. После этого германская кавалерия повернула на юго-восток и вновь оттеснила русскую конницу. 10 сентября воздушная разведка донесла русскому командованию о движении германских войск на Свенцяны. 1 (14) сентября 1915 германские войска заняли Вилейку и подошли к Молодечно. Передовые конные разъезды немцев углубились восточнее Минска и дошли до реки Березины, в районе Борисова, где перерезали шоссе Минск — Смоленск.

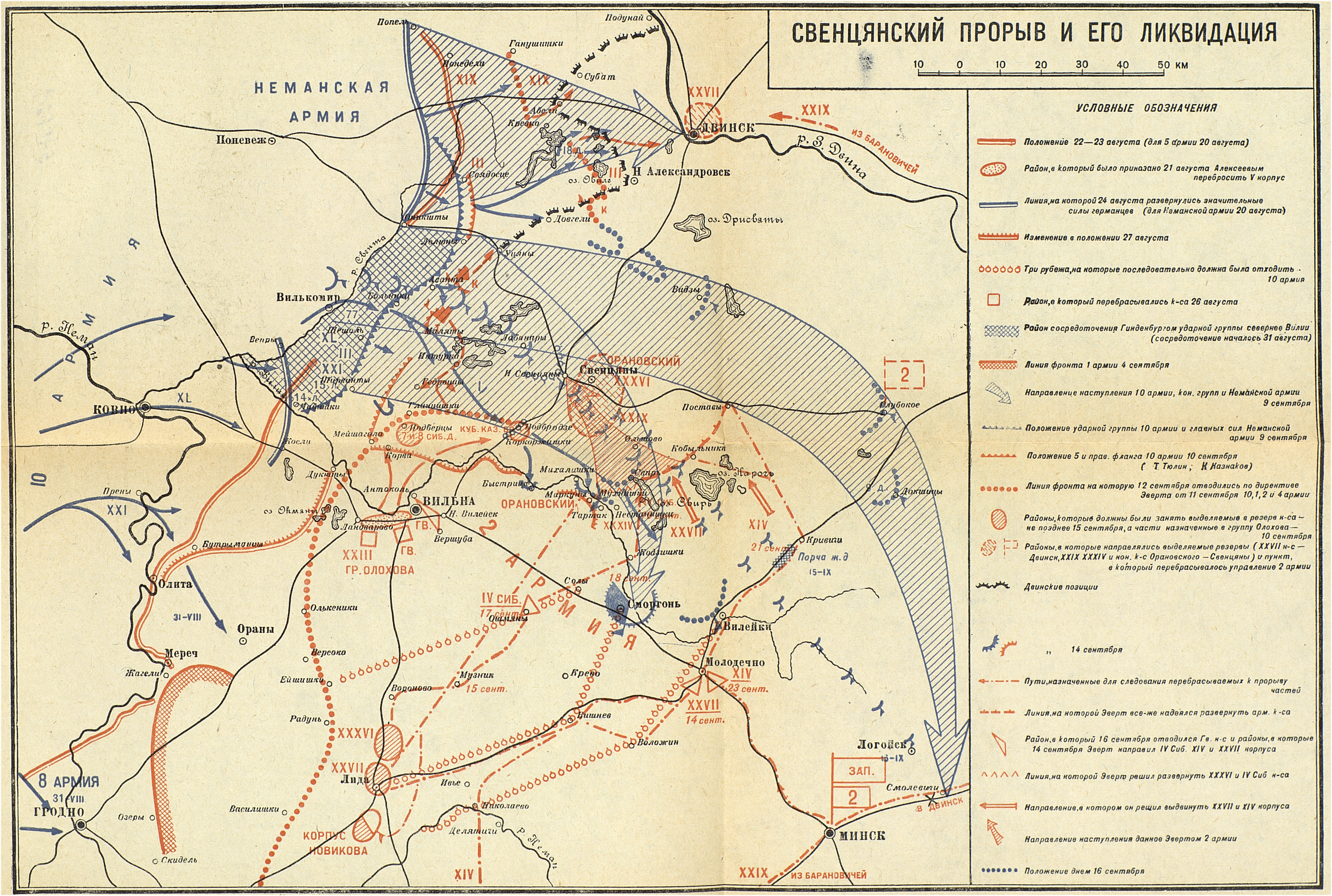
Свенцянский прорыв и его ликвидация (период с 22 августа по 16 сентября)

Из-за угрозы окружения русским войскам пришлось 3 (16) сентября 1915 оставить Вильно.

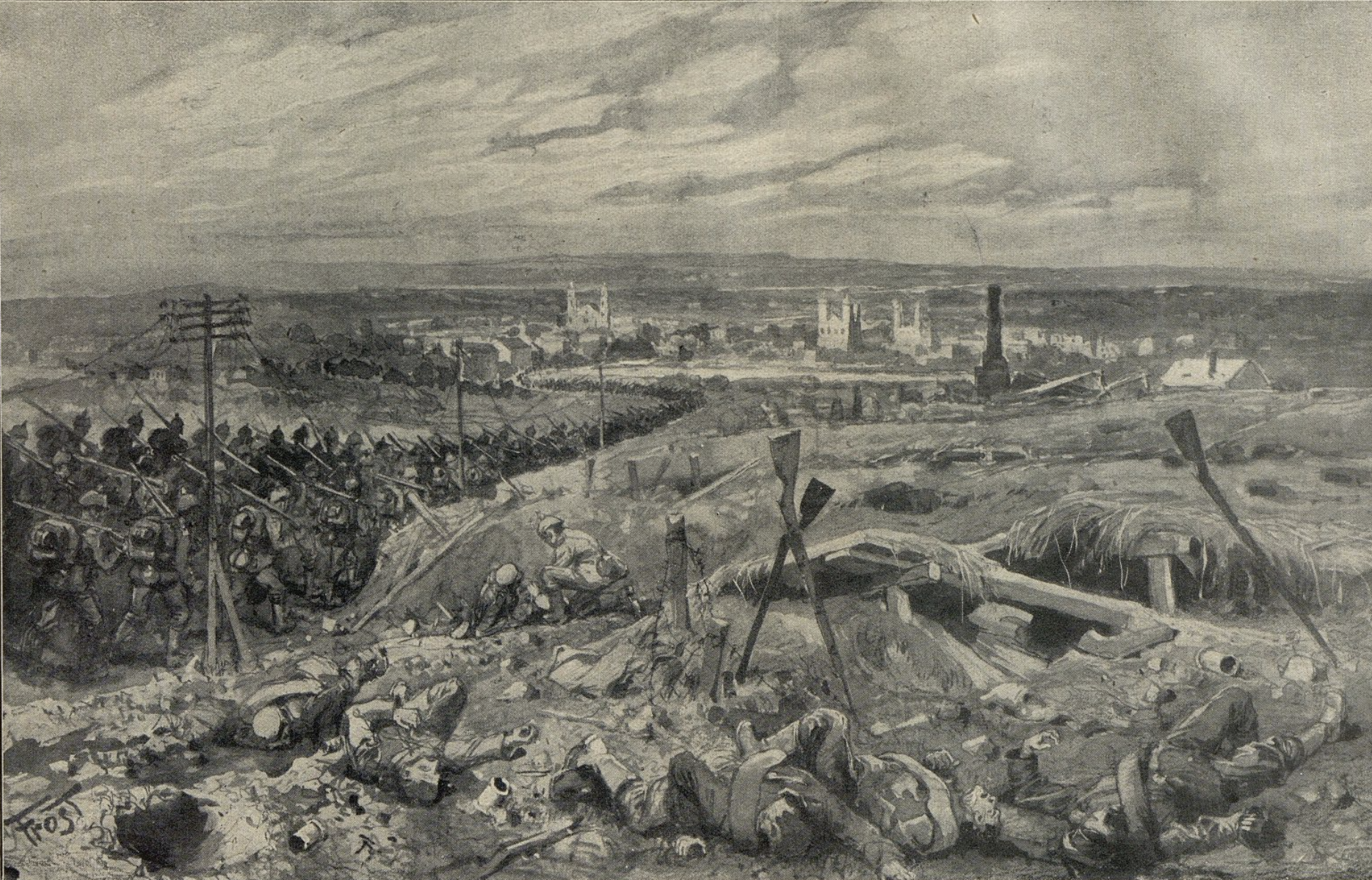
Взятие Вильно. Немецкий рисунок

Однако к этому времени натиск германской конницы, лишённой поддержки пехоты и артиллерии, ослаб, и 2 (15) сентября—3 (16) сентября она была остановлена частями вновь сформированной 2-й русской армии. В дальнейшем русские войска нанесли контрудар по прорвавшейся группировке противника и отбросили её из р-на Молодечно к озеру Нарочь. Контрманевр 1-й, 2-й, 3-й и 10-й армий Западного фронта при ослабшей маневроспособности и скверных коммуникациях был выполнен блестяще.
К 19 сентября (2 октября) 1915 Свенцянский прорыв был ликвидирован, и фронт стабилизировался на линии озеро Дрисвяты—озеро Нарочь—Сморгонь—Пинск—Дубно—Тернополь.
Огромное значение имели действия мобильных сил противников.